# Jelcz PR100
Jelcz PR100 je městský autobus s vysokou podlahou, který byl vyráběn v letech 1972 až 1975 polskou společností Jelczańskie Zakłady Samochodowe na základě licenční smlouvy s francouzským výrobcem Berliet.

## Historie
Dne 14. ledna 1972 vydalo prezidium Rady ministrů Polské lidové republiky za účelem modernizace a rozvoje automobilového průmyslu usnesení, podle kterého měla v blízké budoucnosti začít výroba nových velkokapacitních autobusů. Polské výzkumné instituce začaly vyvíjet koncept takového autobusu s využitím dostupných domácích dílů. Podle zadání měl být autobus dlouhý 11 nebo 12 metrů. Po analýze domácích možností bylo rozhodnuto vyrábět vozidlo na základě zahraniční licence. Zvažovalo se i zakoupení licencí z Československa nebo Maďarska, tedy značek Karosa nebo Ikarus, což by v té době bylo politicky neutrální rozhodnutí. Po testování vozidel různých značek v hlavním městě Polska byly navrhované vozy Karosa ŠM 11 a Ikarus zamítnuty.
V červenci 1972 bylo rozhodnuto o zakoupení licence od Západního bloku. Polsko obdrželo nabídky od italského Fiatu, západoněmeckého Deutze, britského Leylandu, španělského Pegasa, francouzského Berlietu a japonského Hino. Po přezkoumání nabídek se jednání omezila na licencování autobusů Leyland National, Leyland Worldmaster, Hino (s nýtovanou karoserií), Pegaso a Berliet PR100. Aby se snížily náklady na hromadnou výrobu a náklady na samotnou výrobu, byla dána přednost použití motoru domácí výroby – SW 680, který od roku 1966 vyráběl WSK Mielec (na základě licence od Leylandu).
Nakonec bylo rozhodnuto podepsat licenční smlouvu se společností Berliet, pravděpodobně kvůli odmítnutí ostatních výrobců přejít na pohonnou jednotku polské výroby a kvůli pokusům o záchranu Berlietu, který řídili francouzští komunisté a který byl v úpadku – tedy z politických důvodů. Japonskou nabídku Polsko odmítlo kvůli nýtované karoserii.

## Produkce
Prototyp byl vyroben v roce 1972. Ve stejném roce bylo vyrobeno 20 vozidel s použitím francouzských dílů. V následujících letech sériové výroby se začaly ve větším množství používat domácí díly.
Jelcz PR100 se koncepčně ukázal jako neúspěšný. Měl kapacitu 97 osob a pouhé dvoje dveře ztěžovaly výměnu cestujících. Proto ve Francii začaly práce na modernizaci modelu PR100. Hlavním cílem modernizace bylo přidání třetích dveří a současně prodloužení vozidla. Z tohoto důvodu francouzští designéři provedli změny a v roce 1975 začala výroba delší třídveřové varianty PR110.